# Боровське сільське поселення (Ішимський район)
Боровське́ сільське поселення (рос. Боровское сельское поселение) — муніципальне утворення у складі Ішимського району Тюменської області, Росія.
Адміністративний центр — село Борове.

## Населення
Населення — 1075 осіб (2020; 1097 у 2018, 1060 у 2010, 1100 у 2002).

## Склад
До складу поселення входять такі населені пункти:
| Населений пункт          | Населення, осіб (2002) | Населення, осіб (2010) |
| ------------------------ | ---------------------- | ---------------------- |
| Борове, село             | 662                    | 652                    |
| Великий Остров, присілок | 294                    | 260                    |
| Заворохіно, присілок     | 144                    | 148                    |